# Nordische Eiskunstlaufmeisterschaften 2014
Die Nordischen Eiskunstlaufmeisterschaften 2014 waren eine vom 26. Februar bis 2. März 2014 in Uppsala, Schweden ausgetragene Meisterschaft im Eiskunstlauf. Gemäß Regularien durften in der höchsten Altersklasse Teilnehmer aus allen der Internationalen Eislaufunion (ISU) zugehörigen Verbänden starten. In den Altersklassen Junioren und Anfänger durften ausschließlich Sportler aus Finnland, Schweden, Dänemark, Norwegen und Island starten. Die Wettbewerbe fanden in der Eissporthalle Gränby Ishallar statt.

## Senioren

### Männer
| Platz | Name               | Land     | Punkte | Kurz | Kurz  | Kür | Kür    |
| ----- | ------------------ | -------- | ------ | ---- | ----- | --- | ------ |
| 1     | Alexander Majorov  | Schweden | 212.98 | 1    | 73.68 | 1   | 139.30 |
| 2     | Justus Strid       | Dänemark | 173.31 | 4    | 56.86 | 2   | 116.45 |
| 3     | Valtter Virtanen   | Finnland | 169.91 | 2    | 60.00 | 3   | 109.91 |
| 4     | Viktor Zubik       | Finnland | 160.95 | 3    | 56.95 | 5   | 104.00 |
| 5     | Sondre Oddvoll Bøe | Norwegen | 157.16 | 8    | 51.41 | 4   | 105.75 |
| 6     | Julian Lagus       | Finnland | 150.72 | 5    | 55.13 | 8   | 95.59  |
| 7     | Samuel Koppel      | Estland  | 149.78 | 7    | 53.02 | 6   | 96.76  |
| 8     | Marcus Björk       | Schweden | 141.29 | 9    | 44.75 | 7   | 96.54  |
| 9     | Keiran Araza       | Dänemark | 132.85 | 6    | 54.05 | 9   | 78.80  |
| 10    | Lasse Sääkslahti   | Finnland | 99.12  | 10   | 42.07 | 10  | 57.05  |

### Frauen
| Platz | Name                | Land     | Punkte | Kurz | Kurz  | Kür | Kür    |
| ----- | ------------------- | -------- | ------ | ---- | ----- | --- | ------ |
| 1     | Joshi Helgesson     | Schweden | 172.77 | 1    | 59.14 | 1   | 113.63 |
| 2     | Viktoria Helgesson  | Schweden | 164.41 | 4    | 53.16 | 2   | 111.25 |
| 3     | Liubov Efimenko     | Finnland | 148.23 | 3    | 53.42 | 3   | 94.81  |
| 4     | Isabelle Olsson     | Schweden | 143.29 | 5    | 49.16 | 4   | 94.13  |
| 5     | Juulia Turkkila     | Finnland | 138.81 | 2    | 53.44 | 7   | 85.37  |
| 6     | Gerli Liinamäe      | Estland  | 136.87 | 6    | 47.46 | 5   | 89.41  |
| 7     | Camilla Gjersem     | Norwegen | 129.69 | 11   | 43.37 | 6   | 86.32  |
| 8     | Emilia Toikkanen    | Finnland | 124.28 | 8    | 45.22 | 8   | 79.06  |
| 9     | Alīna Fjodorova     | Lettland | 121.66 | 10   | 45.00 | 11  | 76.66  |
| 10    | Anita Madsen        | Dänemark | 121.14 | 12   | 42.34 | 9   | 78.80  |
| 11    | Anine Rabe          | Norwegen | 120.93 | 7    | 45.70 | 12  | 75.23  |
| 12    | Rebecka Emanuelsson | Schweden | 118.65 | 13   | 41.65 | 10  | 77.00  |
| 13    | Linnea Mellgren     | Schweden | 115.20 | 9    | 45.19 | 13  | 70.01  |
| 14    | Timila Shrestha     | Finnland | 99.65  | 14   | 39.32 | 14  | 60.33  |
| 15    | Nana Isabella Svane | Dänemark | 93.02  | 15   | 33.56 | 15  | 59.46  |